# Perros (película)
Perros es una película colombiana de 2017 dirigida por Harold Trompetero y protagonizada por John Leguízamo, Álvaro Rodríguez, María Nela Sinisterra, Ramiro Meneses, Adriana Barraza y Hernán Méndez.

## Sinopsis
Misael comete un crimen pasional y es encerrado en la cárcel de su pueblo. En la prisión no pasa un buen rato, es torturado, abusado y humillado por sus compañeros reos y por los guardias. Incluso su familia lo abandona a su propia suerte. Olvidado y abandonado, Sarna, la perra de la cárcel, se convierte en su única fiel compañía.